# La Chute d'A.
La Chute d'A. (Der Sturz) est un récit de l'écrivain suisse allemand Friedrich Dürrenmatt paru en 1971 à Zurich.

## Personnages
Tous les personnages du roman sont identifiés par une simple lettre majuscule ou un sobriquet sarcastique, voire insultant. Chacun occupe un poste officiel dans le gouvernement ou le parti.
- A : Chef du Parti et de l'État
- B : Ministre des Affaires étrangères
- C : Chef de la police secrète, la « pédale de l'État »
- D : Secrétaire du parti, le « sanglier ».
- E : Ministre du Commerce extérieur, « Lord Evergreen »
- F : Ministre de l'Industrie lourde, surnommé le « cireur de bottes » par A.
- G : Idéologue en chef, théoricien de la Révolution, le « Clausewitz de la Révolution », surnommé l'« eunuque » ou le « pieux buveur thé » par A.
- H : Maréchal, Ministre de la Défense, « Gin-fizz junior »
- I : Ministre de l'Agriculture, surnommé d'abord le « maître de l'Assomption » puis « notre ballerine ».
- K : Président de la République, maréchal, « Gin-fizz senior »
- L : Ministre des Transports. A le surnomme « le monument ».
- M : Ministre de l'Éducation (la seule femme de l'assemblée), la « muse du Parti ».
- N : Ministre des Postes
- O : Ministre de l'Atome (sans voix délibérative)
- P : Chef des organisations de jeunesse (sans voix délibérative)

## Résumé
Après le somptueux banquet froid qui précède toutes ses réunions, le bureau politique (en réalité l'autorité politique suprême du pays) est convoqué. Alors que ses treize membres (plus deux suppléants) entrent un à un dans la salle de réunion. Une rumeur inquiétante accompagne leur arrivée : O, le ministre de l'Atome est absent, sans qu'on sache s'il est simplement malade ou arrêté. Cette absence inexpliquée va faire totalement basculer une séance tout à fait ordinaire en véritable révolution de palais. Présidée par A, chef incontesté de la Révolution, la réunion plonge les délégués dans la plus grande inquiétude, et révèle les turpitudes, la corruption et les bassesses de ses membres.

« ...N parut le premier dans la salle des séances. Depuis son accession à l'organe suprême, il ne se sentait en sécurité que dans ce lieu, bien qu'il ne fût que ministre des Postes et que A eût apprécié les timbres les timbres émis pour la conférence de la paix s'il en croyait les rumeurs dans l'entourage de D et les informations plus précises de E ; mais en dépit du rôle malgré tout subalterne des Postes dans l'appareil de l'État, tous ses prédécesseurs avaient disparu, et même si C, le chef de la police secrète, se montrait aimable à son endroit, il n'était pas recommandé de s'enquérir de leur sort. »

— Friedrich Dürrenmatt, La Chute d'A.
Tout le récit se concentre sur le déroulement de la séance. Chacun essayant de sauver sa peau et interprète les allusions des autres ou les sourires pour déterminer de quel côté il doit se ranger.
À l'inquiétude provoquée par l'absence inexpliquée d'O s'ajoute un discours fleuve de A sur la Révolution, préambule à son idée principale : la démocratisation de la Révolution. Chacun comprend qu'il cherche à justifier la liquidation le bureau politique, reliquat de la période dictatoriale du Parti. A ne veut plus d'intermédiaire en lui et le peuple.

« N. discerna le danger. Il menaçait indirectement chacun et directement personne. La proposition de A était surprenante. Rien n'avait laissé supposer que A ferait une pareille proposition, elle répondait à une tactique fondée sur l'effet de surprise. »

— Friedrich Dürrenmatt, La Chute d'A.
Un incroyable coup de théâtre se déroule alors. L, passablement éméché, se lève alors et déclare que la séance ne peut avoir lieu puisque le bureau politique n'est pas au complet, comme l'exigent les statuts. Les délégués présents sont horrifiés par l'absurdité des déclarations de L et le considèrent comme un mort en sursis. La réponse de A n'est pas tout à fait satisfaisante. De toute façon, O n'ayant pas de voix délibérative, son absence est sans importance. La séance n'avait eu d'autre objet que la dissolution du bureau politique. Dissolution qui venait d'être acceptée à l'unanimité, car aucune opposition ne s'était manifestée.
C'est la seule faille du système de domination absolue établi par A. Partout ailleurs, sa seule parole suffit pour être aveuglément obéi, mais à l'intérieur du bureau politique, il est à peine un primus inter pares.

## Inspirations
Dürrenmatt aurait eu l'idée du roman après deux voyages en URSS, caricaturant le politburo du PCUS,.

## Édition en français
- Friedrich Dürrenmatt (trad. de l'allemand par Walter Weideli), La Chute d'A., Paris, Albin Michel, coll. « Les grandes traductions », 1975, 124 p. (ISBN 2-226-00188-3)

## Adaptations
- 1995 : Théâtre de bouffons du "Centre des Bords de Marne"